# ZESCO United Football Club
El ZESCO United FC és un club de futbol de la ciutat de Ndola, Zàmbia. Juga a l'estadi Trade Fair Grounds. És patrocinat per la companyia elèctrica Zambia Electricity Supply Corporation (ZESCo).

## Palmarès
- Lliga zambiana de futbol:[2]

2007, 2008, 2010, 2014, 2015, 2017, 2018, 2019
- Copa Barclays:[3]

2007, 2008, 2010, 2014 ,2016
- Charity Shield zambiana de futbol:[3]

2007, 2011, 2015 ,2017
- Copa zambiana de futbol:[3]

2006
- Copa Coca Cola zambiana de futbol:[3]

2007
- Zambian Division One:

1980, 2003